# هيلاري إدسون
هيلاري إدسون (بالإنجليزية: Hilary Edson)‏ هي ممثلة أمريكية، ولدت في 17 أكتوبر 1965.

## أعمال

### مسلسلات
- عالم آخر

## وصلات خارجية
- هيلاري إدسون على موقع IMDb (الإنجليزية)
- هيلاري إدسون على موقع قاعدة بيانات الفيلم (الإنجليزية)